# Reserva nacional Laguna Parrillar
La Reserva Nacional Laguna Parrillar es un recinto de patrimonio forestal de Chile que se encuentra bajo la protección de la Conaf (Corporación Nacional Forestal).
Se encuentra ubicada en la Región de Magallanes y de la Antártica Chilena, a unos 52 km al sur de la comuna de Punta Arenas aproximadamente. Ostenta una superficie de 20.814 hectáreas, en la que se destaca la laguna del Parrillar, de la que el parque toma el nombre, la cual es la principal reserva de agua de Punta Arenas.
Dentro de sus características principales se encuentra la gran cantidad de flora y fauna silvestre que posee el recinto. Además, cuenta con áreas habilitadas para el camping  y sectores de merienda. También existen senderos de excursión guiados dentro de la Reserva Nacional y se permite practicar la Pesca deportiva al interior de esta.

## Historia
La Reserva Nacional Laguna Parrilar fue constituida bajo el gobierno del Dictadura militar (Chile) el 22 de abril de 1977 por Decreto Supremo N° 245 del Ministerio de Agricultura (Chile). El recinto silvestre fue creado con la finalidad de preservar las especies autóctonas de la zona, que se encontraban en peligro de extinción y también con la intención de proteger la cuenca hidrográfica de la zona. La cual cubre 970 hectáreas de la reserva. 

## Clima
Posee un clima templado frío con características oceánicas. La temperatura media anual fluctúa entre los 6 y 7° Celcius, con máximas en la temporada estival entre 16 y 18° Celsius (enero y febrero). En el período invernal, las mínimas pueden descender hasta los -5° Celsius.
En su atmósfera la velocidad promedio del viento es de alrededor de 20 km/h; con rachas que superan los 60 km/h. La precipitación media anual no supera los 800 mm. 

## Flora y fauna

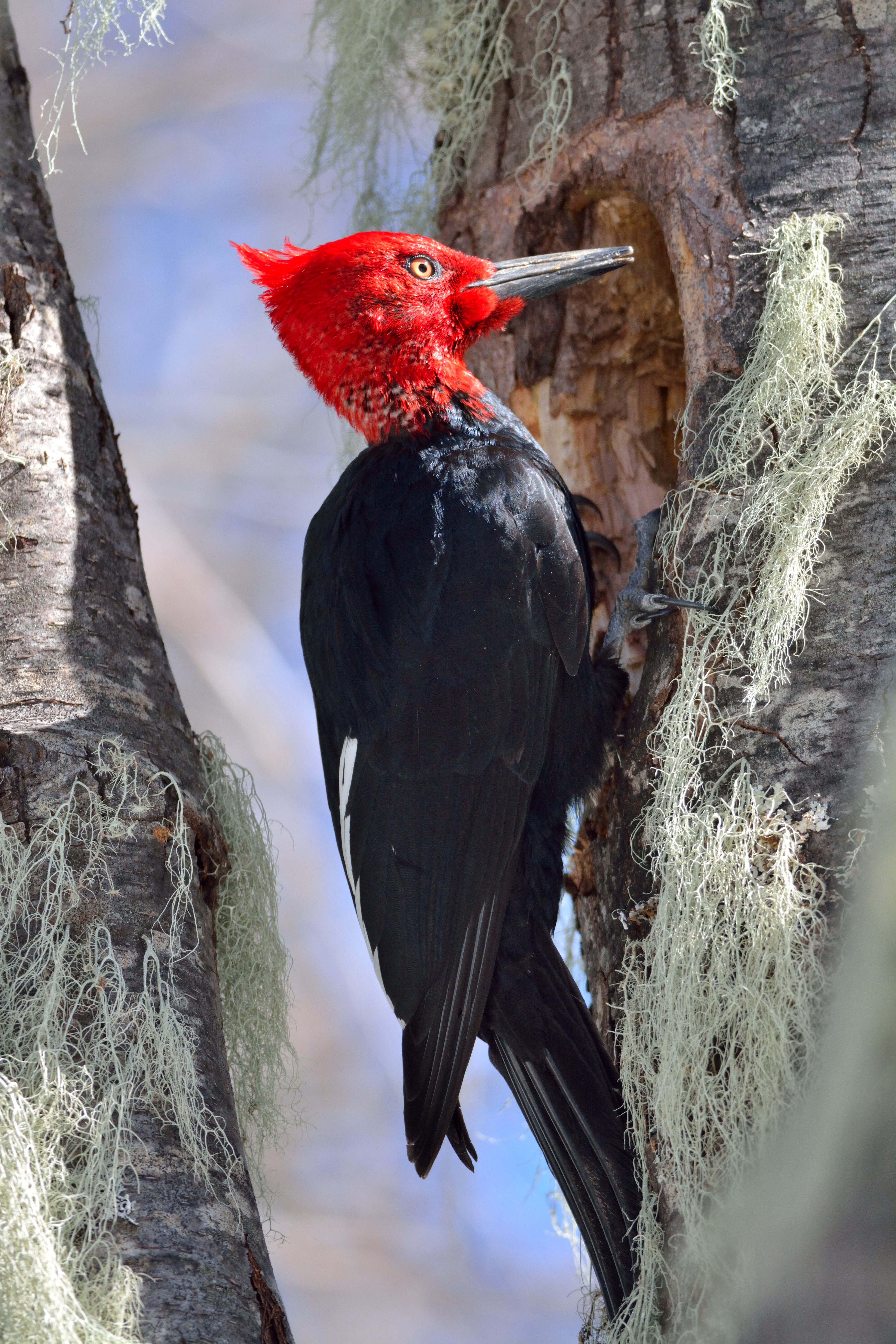
Carpintero Negro, Chile

La principal misión de la Reserva forestal es cuidar el ecosistema natural de la zona y son numerosas las especies que habitan en el. En el ámbito de la flora, podemos encontrar en este lugar el bosque de lenga y coigue de Magallanes. También es posible observar arbustos como calafate y michay, igualmente se pueden apreciar varias especies de orquídeas, musgos,líquenes y hepáticas.
Por el lado de la fauna se pueden ver especies como el huemul, peuquito, pumas y el carpintero negro. En la época estival es posible identificar varias aves. Algunas de estas son: Patos juarjual, cuchara y anteojillos, gansos silvestres, becacinas, tiuques, huairavos, hualas. Así mismo, dentro de este mismo periodo del año es recurrente visualizar ejemplares de Zorro culpeo. En sus cauces habitan especies nativas como el coipo y la nutria chilena y también viven especies exóticas como el castor y la rata almizclera.   

## Servicios

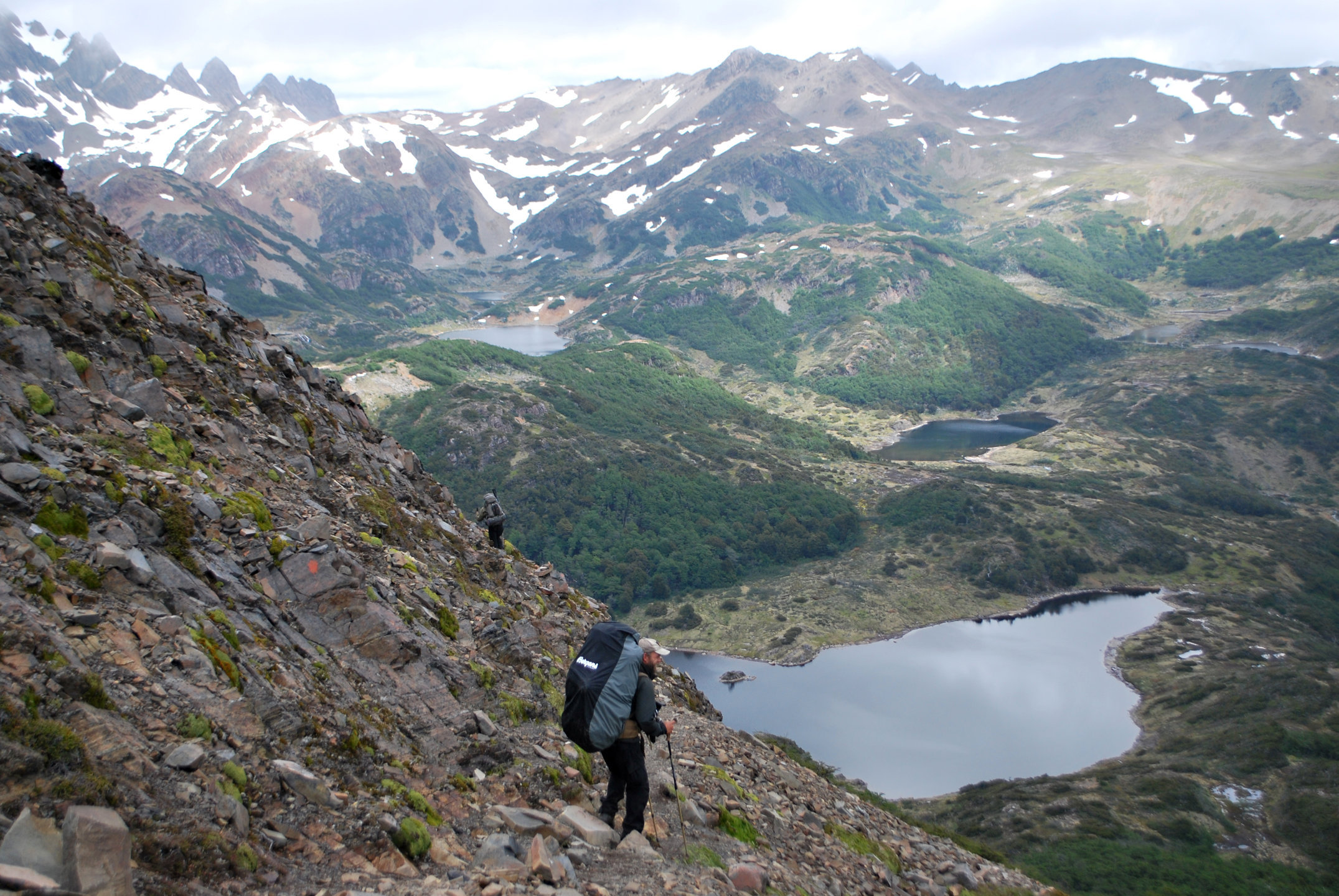
Caminatas de excursión en la Región de Magallanes y de la Antártica Chilena.

El recinto cuenta con sitios habilitados para la merienda y áreas de camping, los que se encuentran disponibles con cobertizos, fogones con techo, área con protección para las carpas y baños de uso público. Los precios que la administración cobra son:
- Camping: $12.000 el sitio (24 horas).
- Pícnic: $5.000 el sitio por día.

Igualmente se puede realizar el Senderismo en el recinto forestal. Principalmente en dos senderos: Chorrillo Hermoso (1.540 m) y El Nono (1 km). Prontamente se inaugurara un tercer sendero llamado Legue que contara con una extensión estimada de 3 km . Además, en la reserva se puede practicar la Pesca deportiva. 
Para el ingreso a Laguna Parrillar la administración cobra distintas tarifas según la procedencia de los visitantes, estos son siguientes: 
Temporada Alta (Octubre- Abril)
- Adulto nacional $2.000; Niño nacional de 6 a 18 años $1.000; Adulto en situación de discapacidad $1.000; Adulto mayor $1.000.
- Adulto extranjero $4.000; Niño extranjero de 6 a 18 años $1.500; Adulto en situación de discapacidad $1.000; Adulto mayor $1.000.[5]

Temporada Baja (Mayo- Septiembre)
En estos meses la Reserva nacional Laguna Parrillar se encuentra cerrada para cualquier visitante.

## Accesos
A la reserva se puede acceder por la ruta que conduce al sur de la Península de Brunswick por el borde costero del Estrecho de Magallanes. Se ubica a 53 km al sur de Punta Arenas por la ruta 56, desviándose a la derecha en el Retén de Carabineros Agua Fresca, ubicado en el km 25. Desde ese punto a la entrada de la Reserva hay una distancia de 30 km aproximadamente.

## Visitantes
Esta reserva recibe una reducida cantidad de visitantes chilenos y extranjeros cada año.
| Año         | 2012  | 2013  | 2014  | 2015  | 2016  | 2017  | 2018  | 2019  | 2020  | 2021  | 2022  | 2023  | 2024  |
| ----------- | ----- | ----- | ----- | ----- | ----- | ----- | ----- | ----- | ----- | ----- | ----- | ----- | ----- |
| chilenos    | 7.103 | 7.139 | 7.227 | 3.304 | 3.430 | 7.411 | 8.258 | 7.914 | 3.993 | 6.859 | 8.181 | 7.996 | 6.174 |
| extranjeros | 379   | 345   | 313   | 177   | 87    | 313   | 389   | 336   | 146   | 18    | 103   | 248   | 1.941 |
| Total       | 7.509 | 7.484 | 7.540 | 3.481 | 3.517 | 7.724 | 8.647 | 8.250 | 4.139 | 6.877 | 8.284 | 8.244 | 8.115 |

## Problemas administrativos

### Cierre temporal
Reserva Nacional Laguna Parrillar, fue creada con el objeto de proteger y cuidar la cuenca hidrográfica de la Laguna Parrillar.
En el año 2015 los problemas de déficit financiero producidos por el aumento de reservas nacionales en el país provocó que la Corporación Nacional Forestal mantuviera cerrada durante dos temporadas Laguna Parrillar. Recién el año 2017 es su temporada alta, el recinto volvió a abrir sus puertas al público.  En su re inauguración se dieron a conocer nuevos cambios efectuados mientras se mantenía restringida la entrada, los cuales correspondían a ampliaciones en el sector de camping y el mejoramiento de los baños públicos que se encuentran habilitados en la Reserva nacional Laguna Parrillar.  
En este contexto una de las razones por la que las reservas a nivel a nacional han sufrido fallas administrativas es por la inauguración de nuevos recintos, lo que ha desencadenado un nuevo desafió para la CONAF debido a que el presupuesto se hace insuficiente para administrar correctamente las reservas nacionales. Entre las últimas adquisiciones de parques forestales se encuentra el Parque nacional Yendegaia con 150 mil hectáreas y también el parque nacional Kawésqar con 2 millones 830 mil hectáreas. Marcelo Ruiz Bustamante, jefe del Departamento de Áreas silvestres protegidas de Chile de la Corporación Nacional Forestal (Conaf), manifestó su inquietud a la prensa Austral frente a la falta de recursos e hizo énfasis que la adquisición de nuevos parques es un compromiso que adquirió el gobierno de Chile con la Fundación Tompkins que se había comprometido a donar estos terrenos al Estado una vez que el empresario y ecologista Douglas Tompkins falleciera.    

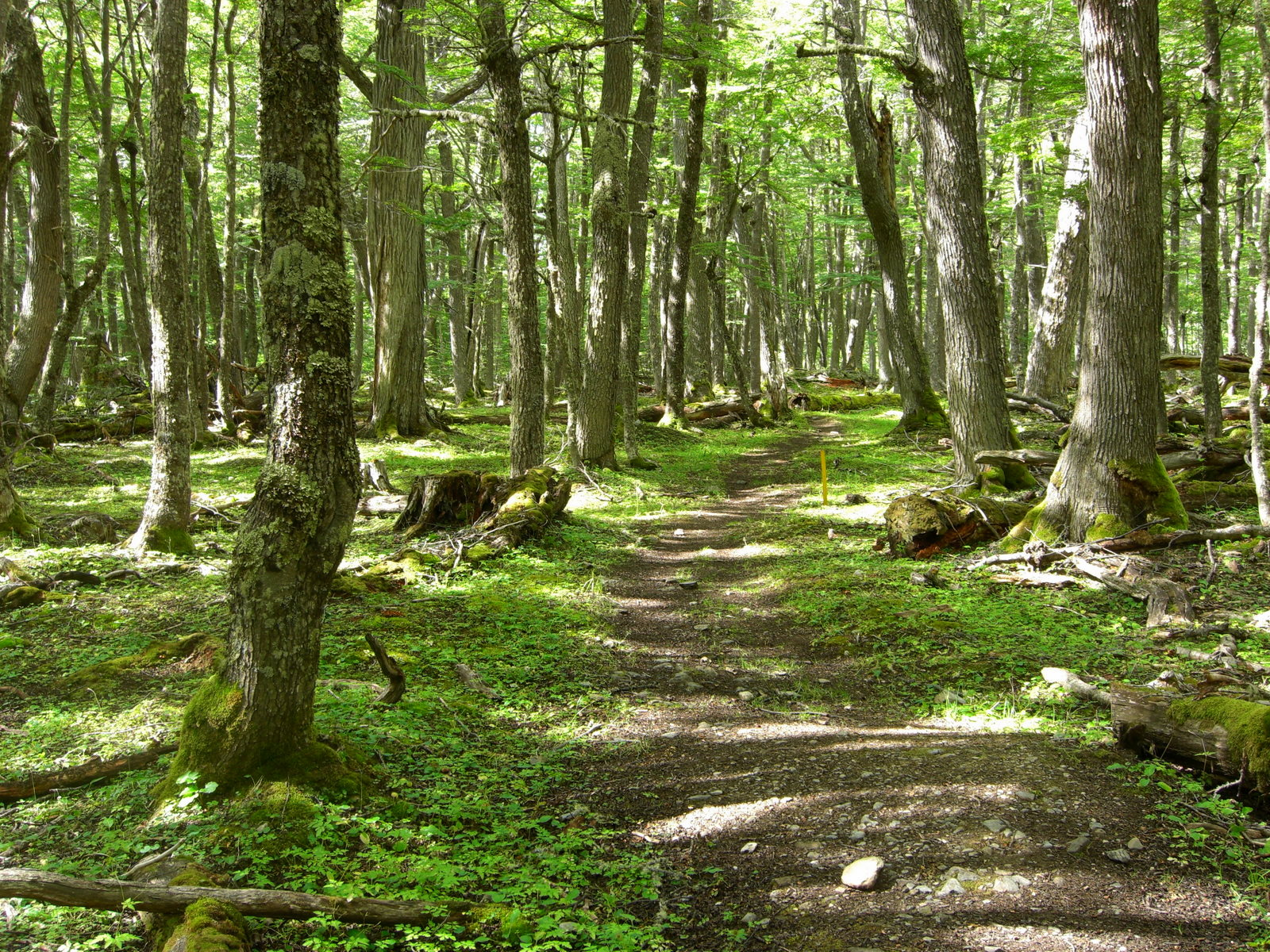
Bosque de Lenga

### Amenazas ecológicas
Una de las grandes problemáticas con la que lucha la reserva y la zona de la Patagonia en general es la amenaza del castor, especie no nativa de la zona que fue traída desde Canadá a las tierras de la Patagonia chilena en el año 1946 cuando 50 ejemplares fueron introducidos en el ecosistema. Siete décadas después los castores se trasformaron en una plaga difícil de controlar debido a su rápida reproducción y a la falta de depredadores naturales en la zona. La repercusión ha sido tal que se han perdido enormes cantidades de hectáreas debido a la destrucción de los árboles nativos. Las represas construidas por esta especie han provocado la sequía de circuitos fluviales. Estos mamíferos han producido cambios irreversibles en el ecosistema de los bosques y se estima que deben existir más de 200.000 castores en la región de Magallanes y de la Antártica Chilena, lo que significa un aumento de 5.000 veces la población inicial.  Otro tema preocupante es que el avance hacia el norte de estos roedores semiacuáticos es algo que preocupa a las autoridades. Por su parte la situación de los castores en laguna Parrilar ha sido controlada hasta el momento pero son una especie que atenta constantemente con el ecosistema de la reserva.